# God of War: Ghost of Sparta
God of War: Ghost of Sparta este un joc de acțiune-aventură hack and slash third person elaborat de Ready at Dawn și Santa Monica Studio și publicat de Sony Computer Entertainment (SCE). A fost al doilea joc din serie lansat pentru PlayStation Portable (PSP) pe 2 noiembrie 2010. Este al șaselea joc din serie și al patrulea din punct de vedere cronologic. Bazat pe mitologia greacă, acțiunea jocului are loc în Grecia Antică, iar motivul central al jocului este răzbunarea.  Jucătorul poate lua controlul lui Kratos, un războinic spartan bântuit de viziunile de groază cauzate de acțiunile din trecut și decide să-și exploreze originile. În Kratos is haunted by the visions of his mortal past and decides to explore his origins. In Atlantida, el își găsește mama, pe Callisto, care îi transmite că fratele său Deimos este încă în viață. Kratos încearcă să-l salveze pe Deimos după ce află de torturile la care a fost supus în perioada cât a fost închis în Domeniul Morții. Alături de fratele său îl înfruntă pe Zeul Morții, Thanatos, bătălie care se soldează cu moartea atât a lui Deimos cât și a lui Thanatos, iar Kratos se întoarce în Olimp, fiind din nou furios pe zei.